# Robert Frost
Robert Lee Frost (San Francisco - Californië, 26 maart 1874 – Boston - Massachusetts, 29 januari 1963) was een Amerikaans dichter en toneelschrijver. Reeds tijdens zijn leven was Frost een veelvuldig geciteerd en geëerd dichter. Hij ontving viermaal de Pulitzerprijs voor poëzie.

## Thematiek
Zijn inspiratie haalde Frost vooral uit de natuur, het weer en het landschap van New England, de streek waar hij woonde.
In eenvoudig opgebouwde gedichten onderzoekt hij complexe maatschappelijke en filosofische thema's.

## Gedichten (selectie)

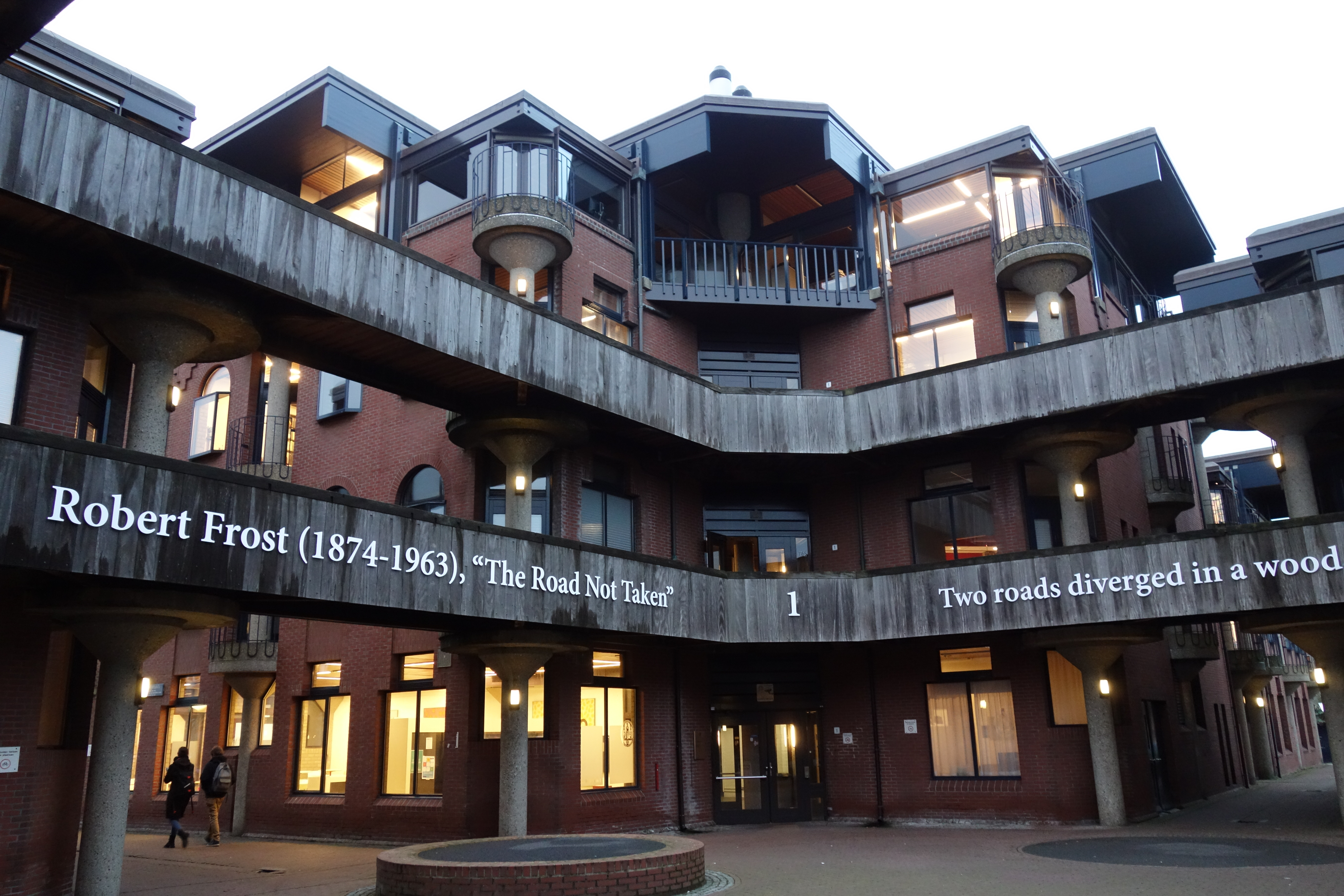
Citaat (Van Wijkplaats, Leiden)

Twee van zijn bekendste gedichten zijn:
- Stopping by Woods on a Snowy Evening uit zijn poëziebundel New Hampshire (1923) met het vaak geciteerde eindvers And miles to go before I sleep[2]
- The Road Not Taken uit zijn poëziebundel Mountain Interval (1916)

## Poëziebundels (selectie)
- Mountain Interval (1916)
- New Hampshire: A Poem with Notes and Grace Notes (1923)
- Collected Poems (1930)
- A Further Range (1936)
- A Witness Tree (1942)

## Prijzen
Hij heeft viermaal de Pulitzer-prijs voor Poëzie gewonnen:
- 1924: met New Hampshire: A Poem with Notes and Grace Notes (1923)
- 1931: met Collected Poems (1930)
- 1937: met A Further Range (1936)
- 1943: met A Witness Tree (1942)